# Mandlingpass
Mandlingpass är ett bergspass i Österrike.   Det ligger i förbundslandet Steiermark, i den centrala delen av landet, 230 km väster om huvudstaden Wien. Mandlingpass ligger 932 meter över havet.
Terrängen runt Mandlingpass är kuperad västerut, men österut är den bergig. Mandlingpass ligger nere i en dal som går i öst-västlig riktning. Närmaste större samhälle är Radstadt, 8,8 km väster om Mandlingpass. 
I omgivningarna runt Mandlingpass växer i huvudsak blandskog. Runt Mandlingpass är det ganska glesbefolkat, med 25 invånare per kvadratkilometer.